# الرموز السوداء (الولايات المتحدة)
الرموز السوداء (بالإنجليزية: Black Codes) التي تسمى أحيانًا القوانين السوداء (بالإنجليزية: Black Laws)، هي قوانين تحكم سلوك الأمريكيين الأفارقة (سواء الأحرار أو المعتقين). في عام 1832، كتب جيمس كينت أنه «في معظم الولايات المتحدة، ثمّة تمييز فيما يتعلق بالامتيازات السياسية بين الأشخاص البيض الأحرار والأشخاص الملونين المعتقين من أصل أفريقي؛ في الواقع، لا يشارك هذا الأخير في أي جزء من البلد في ممارسة الحقوق المدنية والسياسية على قدم المساواة مع البيض». على الرغم من أن الرموز السوداء كانت موجودة قبل الحرب الأهلية وعلى الرغم من تطبيقها في العديد من الولايات الشمالية، إلا أن الولايات الجنوبية الأمريكية دونت مثل هذه القوانين في الممارسة اليومية. تم تمرير أشهر هذه الرموز من قِبَل الولايات الجنوبية في عامي 1865 و 1866 بعد الحرب الأهلية، وذلك من أجل تقييد حرية الأمريكيين الأفارقة وإجبارهم على العمل إما بأجور زهيدة أو بدونها تمامًا.
منذ حقبة الاستعمار، أصدرت المستعمرات والدول قوانين التمييز ضد الزنوج المعتقين. في الجنوب، أدرجت هذه القوانين عمومًا مع «رموز العبيد»؛ إذ كان الهدف منها هو قمع تأثير الزنوج المعتقين المحتمل على العبيد (وخاصةً بعد تمرد العبيد). تم رفض تصويت الرجال الأحرار الملونين في المؤتمر الدستوري لولاية نورث كارولينا لعام 1835. شملت القيود حمل السلاح والتجمع في مجموعات للعبادة وتعلم القراءة والكتابة. كان الغرض من هذه القوانين هو الحفاظ على نظام العبودية.
قبل الحرب، سنّت الولايات الشمالية التي حظرت العبودية أيضًا قوانين مماثلة لقواعد العبيد والقوانين السوداء اللاحقة: سنّت كل من كونيتيكت وأوهايو وإلينوي وإنديانا وميشيغان ونيويورك قوانين لحظر الزنوج المعتقين من الإقامة في تلك الولايات. بالإضافة إلى حرمانهم من المساواة في الحقوق السياسية، بما في ذلك الحق في التصويت والالتحاق بالمدارس العامة والحق في المساواة في المعاملة بموجب القانون. ألغت بعض الولايات الشمالية مثل هذه القوانين في نفس الوقت الذي انتهت فيه الحرب الأهلية وألغيت العبودية بتعديل دستوري.
في العامين الأولين بعد الحرب الأهلية، أقرت الهيئات التشريعية للبيض الرموز السوداء على غرار قوانين العبيد السابقة. (تم إعطاء اسم «الرموز السوداء» من قِبَل «القادة الزنوج والأجهزة الجمهورية»، وفقًا للمؤرخ جون إس. رينولدز). عُدت الرموز السوداء جزءًا من نمط أكبر من الديمقراطيين الذين يحاولون الحفاظ على الهيمنة السياسية وقمع الزنوج المعتقين، الأمريكيين الأفارقة المحررين حديثًا. كانوا مهتمين بشكل خاص بالتحكم في حركة وعمالة هؤلاء المعتقين، إذ تم استبدال العبودية بنظام العمل الحر. على الرغم من إعتاقهم، إلا أن حياتهم كانت مقيدة إلى حد كبير بموجب الرموز السوداء. كانت السمة المميزة للقوانين السوداء هي قانون العيارة، الذي سمح للسلطات المحلية باعتقال الأشخاص المعتقين بسبب مخالفات بسيطة وإلزامهم بالعمل غير الطوعي. كانت هذه الفترة بداية نظام تأجير المدانين، الذي وصفه دوغلاس أ. بلاكمون أيضًا بأنه «عبودية باسم آخر» في كتابه لعام 2008 الذي يحمل نفس العنوان.

## الخلفية
يعود تاريخ قوانين العيارة إلى نهاية الإقطاعية في أوروبا. تم العمل بها من قِبَل الطبقات الأرستقراطية وملاك الأراضي، إذ كان الغرض منها هو تقييد وصول الطبقات «غير المرغوب فيها» إلى الأماكن العامة وضمان تجمع العمال. لم يتحرر الأقنان من أراضيهم.

## قبل الحرب الأهلية

### الولايات الجنوبية
قيّدت «الرموز السوداء» أنشطة وسلوك السُّود، وخاصةً الزنوج المعتقين، الذين لم يعتبروا مواطنين، في الولايات الجنوبية ما قبل الحرب. عاش العبيد بشكل أساسي تحت سيطرة أسيادهم الكاملة، لذلك لم تكن هناك حاجة كبيرة لتشريع شامل. «فرضت جميع الولايات الجنوبية ما لا يقل عن الحد الأدنى من القيود على عقوبة العبيد، على سبيل المثال، من خلال جعل قتل العبيد أو إصابتهم التي تهدد حياتهم جريمة، إذ سمحت بضع ولايات للعبيد بحق محدود في الدفاع عن النفس». نظرًا لأن العبيد لم يكن لهم الحق باللجوء إلى المحاكم أو العمدة، أو حتى الإدلاء بشهادة ضد رجل أبيض، ما يعني في الواقع الكثير من القيود.
منعت ولاية كارولينا الشمالية العبيد من مغادرة مزارعهم؛ في حال أراد عبد ذكر التودد لعبدة تابعة لممتلكات أخرى، فإنه يحتاج إلى تصريح لمتابعة هذه العلاقة. وبدونها يتم إجراء عقوبة شديدة على أيدي الدوريات.
شكّل الزنوج المعتقين تحديًا لحدود المجتمع الذي يهيمن عليه البيض. في العديد من الولايات الجنوبية، خاصة بعد تمرد نات تيرنر عام 1831، حُرموا من حقوق المواطنين في التجمع وامتلاك وحمل الأسلحة وتعلم القراءة والكتابة وممارسة حرية التعبير، أو الشهادة ضد البيض في المحكمة. بعد عام 1810، جعلت الولايات من الصعب الحصول على الإعتاق، إذ تتطلب الأمر في بعض الولايات إجراء خاص من الهيئة التشريعية لكل حالة على حد سواء. أدى هذا إلى انخفاض حاد في تحرير المزارعين لعبيدهم.
أصدرت جميع ولايات العبيد قوانين مكافحة تزاوج الأجناس، وبذلك حظر زواج البيض من السُّود.
بين عامي 1687 و 1865، سنّت فرجينيا أكثر من 130 قانونًا للعبيد، من بينها سبعة قوانين رئيسية، بعضها يحتوي على أكثر من خمسين حكمًا.
| الرموز السوداء (الولايات المتحدة) | العبودية كانت أمرًا سيئًا، والحرية التي حصلنا عليها، بدون وسائل للعيش، كانت بنفس السوء. كما لو أنهما ثعبانان مليئان بالسُّم، أحدهما رأسه موجه نحو الجنوب، والآخر رأسه موجه نحو الشمال، تحت اسم العبودية والحرية. الثعبان المسمى بالعبودية كان رأسه متجهًا نحو الجنوب، بينما الثعبان المسمى بالحرية كان رأسه متجهًا نحو الشمال. كلاهما يعضّ وكلاهما كان سامًا. | الرموز السوداء (الولايات المتحدة) |

أصدرت ولاية ماريلاند قوانين العيارة والمتدربين، وألزمت السُّود بالحصول على تراخيص من البيض قبل ممارسة الأعمال التجارية. حظرت أيضًا هجرة الزنوج المعتقين حتى عام 1865. تم إلغاء معظم قوانين ورموز ماريلاند السوداء في دستور عام 1867. لم يُسمح للنساء السُّود بالشهادة ضد الرجال البيض الذين أنجبن أطفالًا، ما منحهن وضعًا مشابهًا للزوجات.
في الثامن من فبراير من عام 1820، سنّت مدينة تشارلستون، ساوث كارولينا، مرسومًا يسمح للمدينة بفرض «ضريبة» قدرها دولار واحد على «كل ذكر زنجي أو شخص ملون معتق» يتم العثور عليه يرتدي ساعة جيب. فرض نفس المرسوم ضريبة قدرها 10 دولارات سنويًا على التجار من الزنوج المعتقين، وضريبة أخرى قدرها 8 دولارات على الرجال الزنوج المعتقين وأخرى أيضًا قدرها 5 دولارات على جميع النساء الزنجيات المعتقات المقيمات في المدينة.